# یوهان بلیک
یوهان بلیک (متولد ۲۶ دسامبر ۱۹۸۹) قهرمان دو سرعت جامائیکایی است که در رتبه‌های دو ۱۰۰ متر و دو ۲۰۰ متر مسابقه می‌دهد. او قهرمان دو ۱۰۰ متر جهان در سال ۲۰۱۱ و برنده مدال نقره دوهای ۱۰۰ متر و ۲۰۰ متر در المپیک ۲۰۱۲ لندن است. بلیک مدال طلای المپیک ۲۰۱۲ لندن و قهرمانی جهان ۲۰۱۱ در دو ۴ در ۱۰۰ متر امدادی را نیز به دست آورده‌است. بهترین رکورد شخصی بلیک در ۱۰۰ متر ۹٫۶۹ ثانیه و در ۲۰۰ متر ۱۹٫۲۶ ثانیه است که هر دو آنها بهترین رکورد دنیا پس از هموطنش یوسین بولت محسوب می‌شوند. بلیک با ۲۱ سال جوانترین قهرمان مسابقات دوی ۱۰۰ متر قهرمانی جهان است.

## دوران ورزشی
وی دوران اوجش با اعجوبه ۱۰۰ متر جهان یوسین بولت  همزمان بود به همین دلیل پذیرفته بود که رنگ تلاشش همیشه نقره ای خواهد بود. او در تیم امدادی ۴ در صد متر جامائیکا طلایی بود و به دلیل آنکه توانسته بود مانند یوسین بولت خود و خانواداش را از فقر و تنگدستی نجات دهد بسیار رضایت داشت غافل از آنکه  تقدیر بهتر از این برایش رقم خواهد زد.

## قهرمان جهان
مرد همیشه نقره ای صد متر جهان و المپیک با تمام توان در تلاش بود تا  جایگاه خود را حفظ کند . در اواخر ۲۰۱۰ میلادی بولت به حواشی گرایش شدیدی پیدا کرد و آنچه انتظارش را نداشت رقم خورد . بولت در فینال مسابقات جهانی دو و میدانی ۲۰۱۱  بدون تمرکز لازم، قبل از شلیک تپانچه استارت زد و طبق قوانین اخراج شد. با اشتباه بزرگ بولت، حالا جهان انتظار یک قهرمان جدید را می‌کشید. در میان بزرگان ۱۰۰ متر دنیا یوهان بلیک مرد همیشه دوم جامائیکا سرانجام طلایی شد و قهرمانی جهان را تصاحب کرد. بلیک برای آنکه ثابت کند با شایستگی قهرمان جهان است چند ماه بعد در مسابقات جامائیکا جهت انتخابی المپیک لندن در ۱۰۰ متر یوسین بولت را  شکست داد قهرمان جامائیکا شد . دو روز بعد در ۲۰۰ متر هم  تمام رقبا از جمله بولت را شکست داد . بلیک تا المپیک لندن نفر اول صد متر جهان بود.  از سال ۲۰۰۷ تا سال ۲۰۱۷ که یوسین بولت در مسابقات قهرمانی جهان رقابت را به جاستین گاتلین آمریکایی، قهرمان المپیک آتن واگذار کرد تنها شکست وی مقابل یوهان بلیک بود. 